# Saint-Louis-de-Montferrand
Saint-Louis-de-Montferrand är en kommun i departementet Gironde i regionen Nouvelle-Aquitaine i sydvästra Frankrike. Kommunen ligger i kantonen Lormont som tillhör arrondissementet Bordeaux. År 2022 hade Saint-Louis-de-Montferrand 2 097 invånare.

## Befolkningsutveckling
Antalet invånare i kommunen Saint-Louis-de-Montferrand
Referens:INSEE